# Stigmella muricatella
Stigmella muricatella là một loài bướm đêm thuộc họ Nepticulidae. Nó được tìm thấy ở Hy Lạp và Thổ Nhĩ Kỳ, phía đông đến miền nam part of the Palearctic ecozone và Cận Đông.
Ấu trùng ăn Sanguisorba minor muricata. Chúng ăn lá nơi chúng làm tổ. 